# Santiaguito, Jalisco
Santiaguito är en ort i Mexiko.   Den ligger i kommunen Arandas och delstaten Jalisco, i den centrala delen av landet, 400 km väster om huvudstaden Mexico City. Santiaguito ligger 2 189 meter över havet och antalet invånare är 1 111.
Terrängen runt Santiaguito är platt åt sydost, men åt nordväst är den kuperad. Runt Santiaguito är det ganska glesbefolkat, med 28 invånare per kvadratkilometer. Närmaste större samhälle är Arandas, 11,6 km väster om Santiaguito. I omgivningarna runt Santiaguito växer huvudsakligen savannskog.